# Антоненко, Борис Иванович
Борис Иванович Антоненко (укр. Борис Іванович Антоненко, родился 27 декабря 1927 в Верхнем Нагольчике) — советский украинский слепой музыкант, бандурист, член Национального союза кобзарей Украины.

## Биография
Ещё в детстве потерял зрение. В годы Великой Отечественной войны с родителями уехал в эвакуацию в Узбекистан.
Окончил в 1952 году Ташкентское музыкальное училище имени Глиэра по классу баяна, а в 1969 году педагогический институт Низами (факультет музыки и пения).
Работал артистом концертных бригад Узбекистана, вёл кружки в системе Общества слепых.
В 1977 году вернулся в Киев, в 1978 году начал обучаться игре на бандуре у кобзаря П.Супруна. В его репертуаре украинские народные песни, произведения кобзарей и современных композиторов. Член Национального союза кобзарей Украины (Киевская секция).

## Творчество
Избранные произведения:
- «Ой, плакала Україна» (на слова кобзаря П. Носача);
- «Стоїть в селі Суботові» (на слова Т. Шевченко);
- «Любіть Україну» (на слова В. Сосюры);
- «Сини України» (на слова М. Малявки).